# Thrive (альбом)
Thrive (стилизованный как THRIVE) — шестой студийный альбом американской группы христианского рока Casting Crowns, выпущенный 28 января 2014 года на лейблах Beach Street Records и Reunion Records. Альбом был спродюсирован Марком А. Миллером.
В музыкальном плане альбом, концепция которого была вдохновлена Псалмом 1 из Библии, имеет рок и современное христианское звучание с влиянием фолка и блюграсса. Альбом получил в основном положительные отзывы от музыкальных критиков за его тексты и музыкальное разнообразие, но некоторые критики посчитали, что некоторые песни слишком похожи на работы других исполнителей или на их собственные предыдущие работы.
Thrive был продан тиражом 43 000 копий в США за первую неделю после выхода; хотя это и не соответствовало прогнозам по продаже 75 000 копий, альбом занял 6-е место в Billboard 200 и 1-е место в чарте Billboard Christian Albums, а также попал в чарты Австралии, Канады, Нидерландов и Великобритании. Альбому предшествовал лид-сингл «All You’ve Ever Wanted», который занял 3-е место в чарте Billboard Christian Songs. Альбом получил золотой сертификат Американской ассоциации звукозаписывающей индустрии (RIAA).

## Предыстория и запись
Thrive была записана в студии Zoo Studio во Франклине, штат Теннесси, с продюсером Марком А. Миллером. По словам вокалиста Марка Холла, идея создания Thrive возникла благодаря студенческому служению, в котором он участвует.
Как молодежный пастор, Холл часто использует Псалом 1, в котором метафорически сравнивает понятие праведного человека с процветающим деревом, посаженным у реки. Холл говорит, что многие люди, с которыми он общается, просто выживают, что, по его мнению, контрастирует с этим — он считает, что, хотя тяжелые времена могут настигнуть каждого, люди попадают в такие ситуации не для того, чтобы просто выживать, а скорее для того, чтобы процветать, преодолевая невзгоды. Используя метафору, Холл отметил, что если убрать всю почву вокруг дерева, то можно обнаружить корни, вгрызающиеся в землю, а также ветви дерева, тянущиеся к небу. Холл подчеркнул, что «вы должны получать свою силу от Бога; вы не получите ее сами по себе. Если вы будете опираться только на конечности, то шипы жизни сшибут вас с ног. Вам нужно пустить корни и позволить Богу протянуть руку через вас».

## Отзывы
| Оценки критиков      | Оценки критиков                                                                    |
| Источник             | Оценка                                                                             |
| -------------------- | ---------------------------------------------------------------------------------- |
| About.com            | 4,5 из 5 звёзд · 4,5 из 5 звёзд · 4,5 из 5 звёзд · 4,5 из 5 звёзд · 4,5 из 5 звёзд |
| Christian Music Zine | [ 9 ]                                                                              |
| CM Addict            | [ 10 ]                                                                             |
| Cross Rhythms        | [ 11 ]                                                                             |
| Indie Vision Music   | [ 12 ]                                                                             |
| Jesus Freak Hideout  | [ 13 ]                                                                             |
| New Release Tuesday  | [ 14 ]                                                                             |
| USA Today            | [ 15 ]                                                                             |
| Worship Leader       | [ 16 ]                                                                             |

Альбом получил в основном положительные отзывы от музыкальных критиков.  В целом, были высоко оценены авторские песни и музыкальное разнообразие альбома. Джошуа Андре из Christian Music Zine поставил альбому четыре с половиной звезды из пяти, назвав тексты песен «глубокими» и похвалив музыку как самую инновационную и разнообразную из тех, что группа выпустила на сегодняшний день. Линс Ханиман из Cross Rhythms оценил альбом в девять квадратов (звёзд) из десяти, назвав его «выдающимся» и похвалив его музыкальное разнообразие. Он также похвалил группу, сказав, что они «освежающе готовы рискнуть и, несомненно, находятся на вершине игры». Джонатан Андре из Indie Vision Music оценил Thrive в четыре звезды из пяти, назвав его «самым личным и музыкально разнообразным альбомом группы на сегодняшний день». Кейт Падилла из The Daily Reporter высоко оценила как авторские песни, так и звучание альбома, и считает, что альбом может быть оценён независимо от того, слушает ли покупатель христианское радио.
Другие критики высоко оценили общее качество альбома, как в сравнении с предыдущими работами группы, так и с жанром христианской музыки. Эд Кардинал из Crosswalk.com назвал Thrive «высококачественным», отметил, что большая часть альбома отличается «интенсивностью», и сказал: «Возможно, это не самое лёгкое и беззаботное прослушивание… но этот альбом может помочь бороться с тёмным врагом с каждым проигрыванием». Кевин Дэвис из New Release Tuesday оценил Thrive в четыре с половиной звезды, назвав песни альбома одними из лучших, которые он слышал от группы, и сказав, что он «наверняка станет одним из лучших [альбомов] года». Лаура Чемберс из Christian Music Review оценила альбом в 4,9 балла из 5, назвав его «одним из лучших альбомов, которые я слышала за долгое время». Хотя она отметила, что альбом затрагивает некоторые лирические темы, которые группа обсуждала ранее, она считает, что это не так уж и плохо, считая его «менее пересказом и более напоминанием». Джереми Армстронг из Worship Leader оценил Thrive в три с половиной звезды из пяти, похвалив группу за «широкую привлекательность» и описав альбом как «прекрасный релиз».
По итогам 2014 года журнал Billboard назвал альбом диском № 1 среди всех представителей христианского рока Christian Albums.

## Коммерческий успех
Thrive был выпущен 28 января 2014 года. По прогнозам Billboard, за первую неделю в США будет продано около 75 000 копий альбома, что достаточно для дебюта в первой десятке Billboard 200 и дебюта на первом месте в чарте христианских альбомов Christian Albums. В итоге альбом разошёлся тиражом 43 000 экземпляров, заняв первое место в чарте христианских альбомов шестое место в Billboard 200 и восьмое место в чарте цифровых альбомов Digital Albums. Он стал самым продаваемым христианским альбомом 2014 года, разойдясь тиражом 339 000 копий за год.

## Список композиций
| №                   | Название                       | Автор(ы)                          | Длительность |
| ------------------- | ------------------------------ | --------------------------------- | ------------ |
| 1.                  | «Thrive»                       | Марк Холл, Matthew West           | 5:06         |
| 2.                  | «All You've Ever Wanted»       | Hall, Bernie Herms                | 4:04         |
| 3.                  | «Just Be Held»                 | Hall, Herms, West                 | 3:41         |
| 4.                  | «You Are the Only One»         | Blake Bollinger, Hall, Matt Maher | 3:47         |
| 5.                  | «Broken Together»              | Hall, Herms                       | 4:45         |
| 6.                  | «Love You With the Truth»      | Hall, Herms                       | 4:03         |
| 7.                  | «This Is Now»                  | Hall, West                        | 4:39         |
| 8.                  | «Dream for You»                | Hall, West                        | 3:58         |
| 9.                  | «Follow Me»                    | Beth Farris                       | 4:12         |
| 10.                 | «Heroes»                       | Hall, West                        | 4:14         |
| 11.                 | «House of Their Dreams»        | Hall                              | 4:22         |
| 12.                 | «Waiting on the Night to Fall» | Hall                              | 4:50         |
| Общая длительность: | Общая длительность:            | Общая длительность:               | 51:41        |